# Bruce Timm
Bruce Walter Timm (Oklahoma, 8 de fevereiro de 1961) é um ilustrador, animador, escritor e um produtor norte-americano lembrados pelos seus trabalhos nas séries animadas produzidas na subsidiária de animação da Warner Bros.. Ele também escreve e desenha histórias em quadrinhos, sendo mais conhecido por ajudar a moldar o formato dos desenhos animados atuais da DC Comics. Segundo as fontes, o ciclo de Timm como produtor-supervisor de animação do chamado Universo Animado original de filmes do DC Comics terminou no ano de 2013(a seguir ao lançamento de The Dark Knight Rises, que seria lançado em julho de 2012), todavia Timm continua na Warner Bros. Animation, a subsidiária de animação da Warner Bros. e continuou produzindo webséries e filme lançado diretamente em vídeo e em 2014 seria produtor de Liga da Justiça: Deuses e Monstros(uma websérie)  e creditado como produtor e diretor do Batman: A Piada Mortal(um filme animado diretamente em vídeo) no ano de 2016, creditado como roteirista em Batman and Harley Quinn(também um filme animado diretamente em vídeo) em 2017, iniciativas mais recentes.

## Estilo de animação e influências
Bruce Timm possui estilo minimalista e angular baseia-se fortemente ao amor e a dedicação às HQs dos anos 50 e anos 60 e implantou um estilo arquitetônico, chamado artisticamente de art déco(eles chamavam internamente de dark deco durante Batman: A Série Animada).
Timm reconhece como influências , os ilustradores e animadores Jack Kirby, Harvey Kurtzman, Jim Steranko, John Buscema, Wally Wood, Frank Frazetta, Dan DeCarlo, David Mazzuchelli e Alex Toth.
Embora tivesse dividido as funções de design de personagens em "Superman: The Animated Series" e "Liga da Justiça" com James Tucker, Timm fez quase todos os personagens de "Batman: A Série Animada"(excetuando-se Mr. Freeze(Senhor Frio) e Charada, que foram desenhados por Mike Mignola, caracteres do Batman e o Chapeleiro Maluco por Kevin Nowlan).

## Animação

### Primeiros anos
Bruce Timm praticamente começou sua carreira de animador em 1981 quando ele obteve um emprego na Filmation como um artista de layout trabalhando no Blackstar e The Lone Ranger. Em 1982, ele foi trabalhar na Don Bluth Productions como um animador assistente no The Secret of NIMH. Timm então retornou à Filmation para trabalhar no He-Man e os Mestres do Universo e She-Ra a Princesa do Poder. Em 1984, Timm integrou a Marvel Productions como um desenhista de personagens nas séries Mighty Mouse: The New Adventures de Ralph Bakshi Productions em 1987 e The Beany and Cecil Show para DIC em 1988.

### Sua animação na Warner Bros. Animation
Em 1989, Timm foi trabalhar na subsidiária de animação de Warner Bros. como roteirista e desenhista de personagens para Steven Spielberg Presents Tiny Toon Adventures. Mais tarde, ele foi promovido a produtor de Batman: The Animated Series, co-criado com Eric Radomski e produziria como ele e Alan Burnett, também fez parte da equipe de animação da série animada e dirigiu alguns episódios como o premiado Heart of Ice("Coração de Gelo") pelo Emmy Awards, sobre Senhor Frio, tendo como roteirista Paul Dini. A série animada produzida por Bruce Timm, Alan Burnett e Eric Radomski e tendo como roteirista em vários episódios Paul Dini(posteriormente co-criariam a Arlequina) obteve fãs e foi elogiada pela crítica e assim não só uma continuação da série animada do Batman, como outros personagens da DC Comics ganharam sua própria série animada num período até 2006.
Ele também trabalhou como co-produtor em na série animada do Super-Homem, que estreou em 1996, e no Batman, que foi o próximo exemplar das séries com o personagem e que estreou em 1997(co-criado com Paul Dini e Alan Burnett). Timm continuou seu trabalho como produtor da Warner Bros. Tendo ajudado a criar a mais nova personificação de Batman, o futurista Batman Beyond, atualmente exibido no Cartoon Network. Timm também foi produtor do longa-metragem Batman Beyond: Return of the Joker antes de assumir a posição de co-criador e co-produtor(em parceria com Paul Dini) da Liga da Justiça e criou e produziu Liga da Justiça: Sem Limites para o Cartoon Network.
A seguir viria, Superman: Doomsday, onde colaboraria com o diretor de filme de Man of Steel Zack Snyder, criando um curta de 75º aniversário do Superman.
No rastro foi lançado em 2008, Batman: O Cavaleiro de Gotham, é uma partida de seu peculiar estilo, com Timm sendo diretor e produtor colaborando com animadores japoneses em uma antologia diretamente em vídeo que tem lugar entre Batman Begins e The Dark Knight(o filme O Cavaleiro das Trevas, o segundo da trilogia).
Em 2009, numa série animada do Batman, chamada de Batman: The Brave and the Bold (Brasil: Batman: Os Bravos e Destemidos / Portugal: Batman: Os Valentes e Audazes), no episódio número 19 da animação Legends of the Dark Mite!(chamada no Brasil de "Lendas de Dark Mite!"). No mesmo episódio, Bruce Timm apareceu em uma forma animada na cena de paródia de convenção de quadrinhos, onde Paul Dini estava parodiando a personagem que ele co-criou com Timm, a Arlequina e o próprio Bruce Timm estava parodiando Coringa ao lado dele.
Em 2014, escreve e produz, Justice League: Gods and Monsters. Em 2014 ele realizou "Batman: Strange Days". Consiste num curta celebrando o 75º aniversário do Batman e é uma homenagem a uma aparição de Hugo Strange(primeira aparição nos quadrinhos).
No rastro é lançado em 2016 o longa-metragem Batman: The Killing Joke, assumindo a posição de produtor e diretor. E em 2017, escreve Batman and Harley Quinn.

## Quadrinhos
Embora Timm seja mais conhecido por seu trabalho em animação, seu primeiro sonho foi se converter num artista de quadrinhos da Marvel. Embora o sonho dele não se realizasse, produziu minisséries, principalmente para DC que tornou-se interessada em seu trabalho artístico.
Em 1994, Timm e o escritor Paul Dini(escreveram e dirigiram a premiada Coração de Gelo, na série animada do Batman) ganharam o Prêmio Eisner 1994 para a "melhor história individual" ("melhor história única"). com a história de comédia chamada de The Batman Adventures: Mad Love, que conta a origem da Arlequina, criada pela parceria Timm e Dini e foi premiado na categoria "melhor edição única / single". Timm ganhou o mesmo prêmio no ano seguinte(Prêmio Eisner de 1995) com um especial de Natal do Batman ("Batman Adventures Holiday Special") com Dini, Ronnie del Carmen e outros, na categoria "melhor edição única / single". Posteriormente, Timm estava trabalhando em Batman Adventures e além disso trabalhou em Avengers and Vampirella.
Em 2000, ele faz a arte para uma edição do título de horror da DC do Vertigo, chamado Flinch.
Em 2004, os criadores da Arlequina, Timm e Dini (assistido por Shane Glines) lançaram uma minissérie Harley e Ivy(que foi um episódio de Batman: The Animated Series: Harley e Hera Venenosa, com Paul Dini como roteirista) - de três números que estava em obras há anos.   .
Timm além disso desenhou o especial 1999 Avengers 1½  para Marvel Comics, escrito por Roger Stern.
Em 2005, Timm contribuiu com seus desenhos para duas histórias em quadrinhos. Um era uma história curta em Conan #18, intitulado "Conan's Favorite Joke" ("A favorita piada de Conan"). O outro era uma história curta de Canário Negro de Birds of Prey #86.
Em 2008, ele forneceu o trabalho de arte para uma pequena história de Arlequina de duas páginas para a contagem regressiva de Paul Dini.
Timm foi apresentado em "Conan Gets Animated", uma sátira no episódio de 9 de dezembro de 2010 do talk show Conan O'Brien, no qual o apresentador alistou sua ajuda em projetar um super-herói novo, baseado em especificações de O'Brien. O super-herói, que foi projetado para se assemelhar ao O'Brien, incluiu um corpo de super-herói tipicamente muscular e traje com insígnias no peito, bem com itens, como uma luva de forno, uma luva, sapatos de golfe, meias.
Um mês depois, O'Brien exibiu um clipe em seu programa no qual o personagem, chamado "The Flaming C", aparece em Young Justice (Brasil: Justiça Jovem / Portugal: Jovens Justiceiros).
No verão americano de 2013, Timm forneceu a arte da capa para Adventures of Superman #4.

## Atuação
Embora Timm não exercesse normalmente função como dublador, ele forneceu sua voz para vários personagens da série de animação em que ele trabalhou. Suas mais notáveis aparições incluem o episódio "Beware the Gray Ghost"(Cuidado com o Fantasma Cinzento) de "Batman: A Série Animada", no qual interpreta o dono de uma loja de brinquedos; "Holiday Knights", de "As Novas Aventuras de Batman", em que aparece uma versão animada de si mesmo; e "Batman do Futuro" que interpreta o líder Jokerz.
Ele interpretou um guarda no filme animado diretamente em vídeo Batman Beyond: Return of the Joker.
Mais recentemente, ele apareceu em uma forma animada no seriado Batman: The Brave and the Bold no episódio "Legends of the Dark Mite!", escrito pelo Paul Dini, roteirista e co-produtor nas séries animadas em que trabalhou, em uma cena de paródia de convenção de quadrinhos, onde ele estava usando parodiando Coringa, juntamente com Paul Dini, parodiando Arlequina.
Timm fez uma aparições no filme de 2009 Green Lantern: First Flight como Bug Boy, interpretou Charada no filme de 2010 Batman: Under the Red Hood, e Galius Zed no filme de 2011 Green Lantern: Emerald Knights, no Batman: Ano Um, no Superman/Batman: Public Enemies. Além disso, fez Gladiador Dourado / Michael J. Carter em Batman and Harley Quinn de 2017.